# Winrich von Kniprode
Winrich von Kniprode (ur. ok. 1310 k. Monheim am Rhein, zm. 24 czerwca 1382 w Malborku) – wielki mistrz zakonu krzyżackiego w latach 1351–1382.

## Życiorys
Winrich von Kniprode pochodził z okolic Monheim am Rhein. Nie jest znana data jego wstąpienia do zgromadzenia. Wiadomo, że od 1334 roku był kompanem prokuratora pasłęckiego. W 1338 roku został komturem Gdańska. Od 1342 roku pełnił funkcje komtura Bałgi i wójta Natangii. W 1344 roku został mianowany wielkim marszałkiem zakonu krzyżackiego, a od 1346 roku był wielkim komturem, czyli zastępcą Wielkiego Mistrza. Tak szybkie awanse w hierarchii zakonnej świadczą o dużych zdolnościach dyplomatycznych i wojskowych.
Jako wielki komtur krzyżacki brał udział w wojnie z Litwą o Żmudź. Jako główny dowódca armii zakonu, 2 lutego 1348 roku zadał druzgocącą klęskę armii litewskiej w bitwie nad rzeką Strawą.
W 1351 został wybrany wielkim mistrzem zakonu krzyżackiego. Pełnienie urzędu zaczął od niefortunnej wyprawy na Żmudź zakończonej klęską, która zmusiła go do zawieszenia broni i pertraktacji z Wielkim Księstwem Litewskim. Von Kniprode rozpoczął wówczas działania dyplomatyczne. W 1358 roku zdołał zawrzeć krótkotrwały sojusz z książętami litewskimi, skierowany przeciwko Polsce. Załamał się on jednak w 1360 roku, gdy Olgierd wydał swoją córkę za wnuka Kazimierza III Wielkiego, Kaźka Słupskiego.
W 1360 roku Winrich von Kniprode rozpoczął kolejną wojnę z Litwą. Armia zakonu krzyżackiego dotarła do środkowego biegu Niemna, zniszczyła Kowno. Podeszła pod Grodno, Troki i Wilno. W czasie walk do niewoli krzyżackiej dostał się wielki książę litewski Kiejstut, który jako zakładnik był przetrzymywany w specjalnej celi na Zamku Wysokim w Malborku, zdołał jednak uciec z niewoli.
Jednocześnie z prowadzeniem walk na Litwie von Kniprode rozpoczął konflikt z Danią. W 1367 zorganizował zjazd miast hanzeatyckich w Elblągu i w Kolonii, na którym zdołał zbudować silną koalicję przeciwko Waldemarowi IV.
W roku 1365 król polski Kazimierz Wielki złożył niezapowiedzianą wizytę w Malborku, gdzie gościł przez trzy dni i prowadził rozmowy z Winrychem von Kniprode. Była to pierwsza i jedyna wizyta władcy Polski w stolicy państwa krzyżackiego.
W roku 1370 wojska dowodzone przez Winricha von Kniprode odparły kolejny najazd wojsk litewskich pod wodzą Kiejstuta i Olgierda. 17 lutego zadał im klęskę w bitwie pod Rudawą.
W roku 1379 Winrich von Kniprode wraz ze świtą odbył podróż szlakiem wodnym z Wielkich Jezior Mazurskich do Wisły. Jego podróż rozpoczęła się w Węgorzewie, następnie biegła jeziorami do Rynu i Pisza i dalej rzekami Pisą, Narwią i Wisłą aż do Torunia i Malborka. Poprzez przesmyki lądowe łódź wielkiego mistrza przewożono wozem zaprzężonym w woły. Według dzisiejszych szlaków wodnych cała długość tej trasy wynosi ok. 722 km.
Zmarł 24 czerwca 1382 roku w Malborku, gdzie został pochowany w kaplicy św. Anny na Zamku Wysokim.
Panowanie Winricha von Kniprode uważa się za szczyt potęgi państwa zakonu krzyżackiego i moment największego rozwoju gospodarczego. W tym czasie zwiększyła się gęstość zaludnienia w państwie krzyżackim, która znacząco podniosła produkcję. Rozkwitło budownictwo.

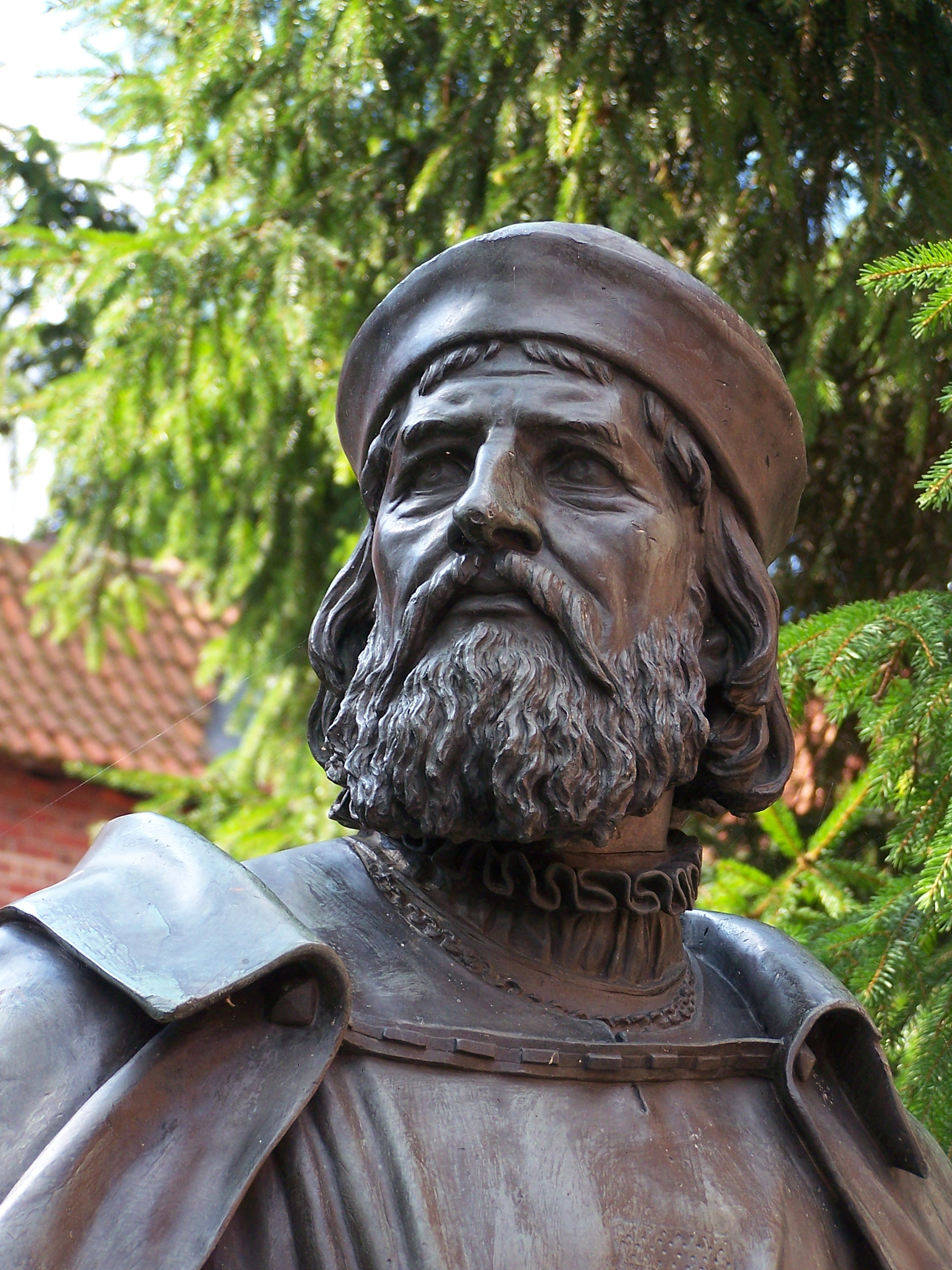
Winrich von Kniprode. Posąg na dziedzińcu zamku średniego w Malborku

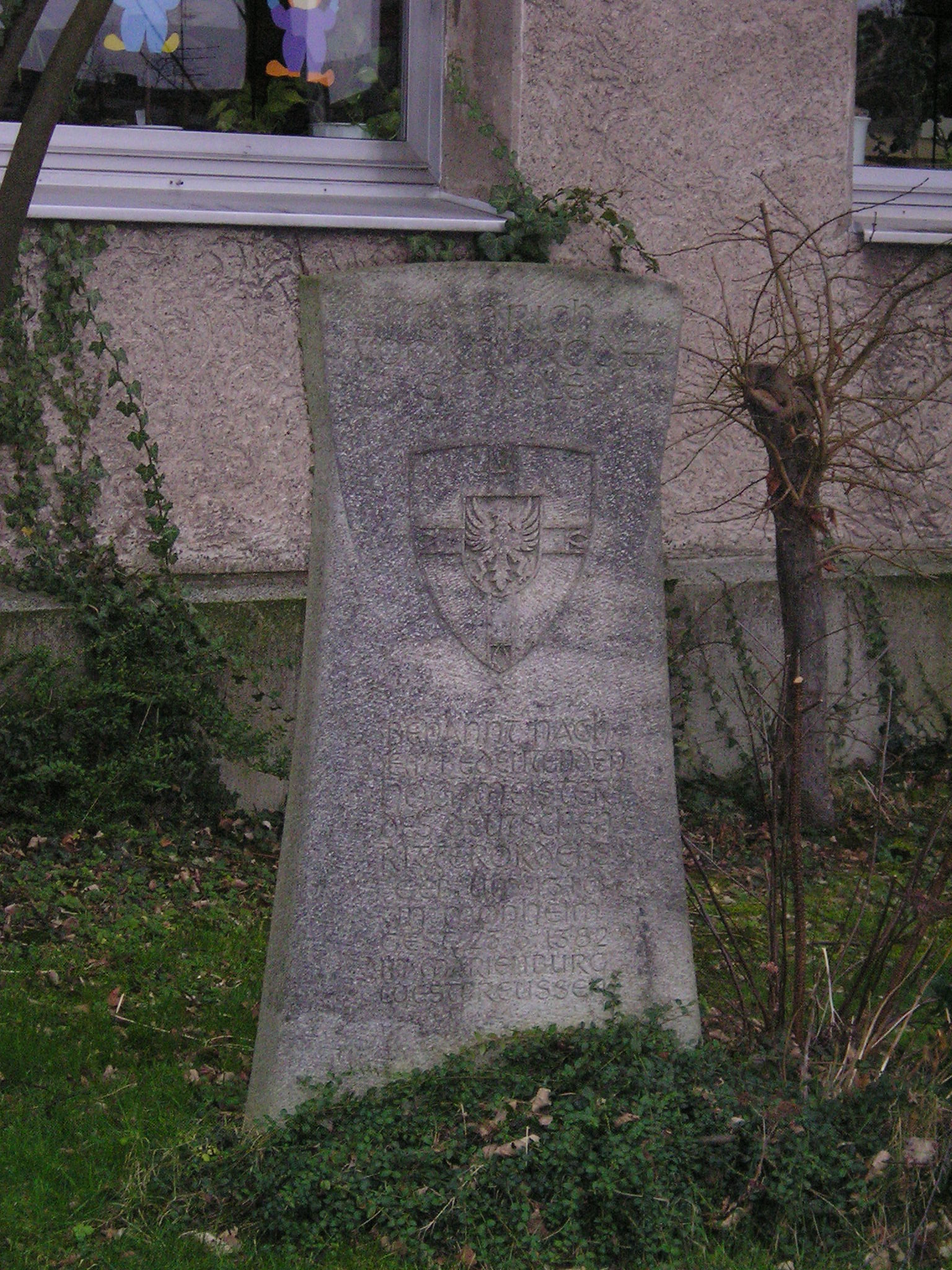
Symboliczny grobowiec (cenotaf) Winrycha von Kniprode przed szkołą podstawową w Monheim nad Renem